# SN 2006fc
SN 2006fc – supernowa typu Ia odkryta 11 września 2006 roku w galaktyce A213446+0110. W momencie odkrycia miała maksymalną jasność 20,40m.